# Fulgentius Ferrandus
Fulgentius Ferrandus fue un canonista y teólogo de la Iglesia africana que vivió en la primera mitad del siglo sexto.

## Biografía
Era diácono en Cartago y, probablemente, acompañó al exilio en Cerdeña a Fulgencio de Ruspe, su maestro y protector, cuando los obispos de la Iglesia en África fueron expulsados de sus sedes por el rey arriano de los vándalos Trasamundo. Tras la muerte de Trasamundo y el advenimiento de Hilderico en 523, se permitió volver a los exiliados y Fulgencio, aunque diácono, se ganó pronto una posición importante en la Iglesia de África y fue consultado con frecuencia en complejos problemas teológicos de la época, siendo conocido como uno de los más temibles campeones de la ortodoxia en la cristiandad occidental.
Sin deseo de controversia, se vio obligado a tomar partido en la de los Tres capítulos a causa del emperador Justiniano; se opuso al emperador (Ep. vi, y Ep. ad Pelagium diaconos Anatolium), pero se declaró contra la condena de la Carta de Ibas y asistió con la aprobación de Rústico, Arzobispo de Cartago, al concilio africano que este presidió, en que se acordó cortar toda relación con el papa Vigilio. Ferrando murió poco después, antes de que el Segundo Concilio de Constantinopla se convocara en 553.

## Escritos
Sus obras pueden encontrarse en la Patrología Latina de Migne, t. LXVII, y son en su mayoría de carácter doctrinal; por otra parte, se le atribuye una biografía de su maestro, la Vida de San Fulgencio. Defendió las doctrinas trinitarias contra los arrianos e hizo tratados sobre las dos naturalezas en Cristo, el Bautismo y la Eucaristía. Elaboró un Breviatio Canonum Ecclesiasticorum en que resumió en doscientos treinta y dos cánones la enseñanza de los primeros concilios ecuménicos sobre la forma de vida de los obispos, sacerdotes, diáconos y otros eclesiásticos, y la conducta que debe observarse hacia judíos, paganos y herejes.
También escribió, a petición del comes Reginus, (probablemente el gobernador militar del norte de África) un tratado sobre la vida cristiana de los soldados en que puso siete reglas que explica e inculca, dando pruebas de su piedad y sabiduría práctica.